# 森宙太
森 宙太（もり ちゅうた、1960年3月25日 ‐ 1997年2月1日）は、日本の元男性タレント。タレント時代は才賀京子事務所に所属していた。
本名は森 清寿（もり きよとし）。栃木県出身。身長177cm、血液型O型。日本大学卒業。

## 来歴・人物
- 元々は演歌歌手として活動していた。
- 1980年代後半にタレント活動から離れたあと、ある作家事務所の代表として就任し、作詞家の康珍化や佐藤ありすのマネージメントを手がけていたことがある。
- 過去にある女性ミュージシャン[2]の掲示板に、彼女自身から「森宙太さんには作詞するにおいてとても力になってくれた」と書かれており、その際のエピソードとして、夜中のファミレスで食事中に彼女が作詞に詰まってふてくされていたときに、「君は君の言葉で書けばいいんだよ」とアドバイスしてくれたという。
- 自分のことはあまり話さない傾向にあり、森の個人的なプロフィールは関係者ですらあまり知られていない。

### 死亡時期・死因について
- ミリオン出版発行の雑誌「GON!」（現在廃刊）によると、2000年当時「調査したところ、3年か5年前に亡くなった」と書かれていた。
- どんなモンダイQてれびの司会をしていた中村克洋によると、2003年当時「5〜6年前に癌で亡くなった」と語っていた。

## 出演番組
- どんなモンダイQてれび（NHK総合テレビ、1984年10月〜1985年3月） - レギュラー回答者として。以降はゲスト出演。

## 映画
- 爆裂都市 BURST CITY （1982年）-　本名の「森清寿」名義で出演。